# Orthonama teja
Orthonama teja là một loài bướm đêm trong họ Geometridae.